# Dispatch
Dispatch – zespół powstały w Middlebury College. Aktywny w latach 1996–2002, zagrał także koncerty w latach 2004 i 2007.
Dispatch eksperymentował z różnymi stylami muzyki, często mieszając je w utworach. Wykonywał muzykę m.in. z zakresu reggae, ska, folk, rock i hip-hop.

## Skład
- Brad Corrigan "Braddigan" – śpiew, perkusja, gitara oraz harmonijka
- Pete Francis Heimblod "Repete" – śpiew, bas i gitara
- Chad Urmston "Chetro" – śpiew, gitara, bas i perkusja

## Dyskografia

### Albumy Studyjne
- 1996: Silent Steeples – Universal Records (Platyna x 3)
- 1998: Bang Bang – Universal Records
- 1999: Four–Day Trials – Universal Records
- 2000: Who Are We Living For? – Universal Records
- 2017: America, Location 12 - Bomber Records LLC

### Albumy na żywo
- 2001: Van Gut
- 2004: All Points Bulletin
- 2007: Zimbabwe

### DVD
- 2002: Under The Radar – DCN, Universal Records
- 2005: The Last Dispatch – Fabrication Filmy
- 2007: Dispatch: Zimbabwe – Live at Madison Square Garden

### Kompilacja albumów
- 2005: Relief Project: Vol. I Various Artists